# Úlfljótsvatn
Úlfljótsvatn is een meer in het zuiden van IJsland. Het meer heeft een wateroppervlakte van 2,45 km² en ligt direct ten zuiden van het bekende en veel grotere meer Þingvallavatn in de afvoerende Sogið rivier. Op het diepste punt is het Úlfljótsvatn ongeveer 20 meter diep. Het meer Úlfljótsvatn is vernoemd naar Úlfljótur, een belangrijk man op wiens verzoek in het jaar 930 het Alding (het IJslandse parlement) werd opgericht dat in die tijd jaarlijks bijeenkwam in Þingvellir.
De Orkuveita Reykjavíkur kocht in 1929-1933 de rechten om in de bovenloop van de Sogið elektriciteit op te wekken op. De Ljósafoss-centrale werd vervolgens gebouwd waarna het meer in omvang toe nam. In de nabije omgeving hebben de IJslanders vele zomerhuisjes.